# Angst (1954)
Angst (italien. Titel: La paura) ist ein deutsch-italienisches Filmdrama in Schwarzweiß aus dem Jahr 1954 des Regisseurs Roberto Rossellini. Das Drehbuch verfasste Rossellini zusammen mit Sergio Amidei und Franz Friedrich Graf Treuberg. Es beruht auf der gleichnamigen Novelle von Stefan Zweig. Die Hauptrollen sind mit Ingrid Bergman, Mathias Wieman und Renate Mannhardt besetzt.

## Handlung
Professor Albert Wagner und seine Gattin Irene führen – so scheint es jedenfalls – eine harmonische Ehe. Irene hat jedoch ein schlechtes Gewissen, weil sie ihren Mann mit dem Komponisten Heinz Baumann betrogen hat und nicht davon ablassen kann, an die schönen Stunden mit ihm zurückzudenken. Eines Tages wird sie von einer fremden Frau aufgesucht. Diese behauptet, über Irenes Affäre mit dem Komponisten Bescheid zu wissen, und verlangt ein Schweigegeld, damit sie dem Professor nichts verrate. Doch damit nicht genug: Die Erpresserin wird immer dreister, und die Beträge werden höher. Als Irenes Angst den Siedepunkt erreicht, entschließt sie sich, Anzeige gegen die Fremde zu erstatten. Dies sagt sie ihr auch offen ins Gesicht. Plötzlich gesteht die Erpresserin, nicht aus eigenem Antrieb gehandelt zu haben; vielmehr sei sie von Professor Wagner beauftragt worden; dieser wisse von ihrem Verhältnis mit Baumann.
Irene sieht keinen Sinn mehr in ihrem Leben. Als sie Suizid begehen will, fühlt sie auf einmal zwei Hände ihre Schultern berühren. „Wir haben beide Fehler gemacht“, hört sie ihren Mann sagen. Das Ehepaar versöhnt sich und kann nun ohne Angst in die Zukunft sehen.

## Produktionsnotizen
Der Film entstand im Atelier der Bavaria Film in München-Geiselgasteig mit Außenaufnahmen aus München und Umgebung sowie aus Tegernsee und Erlangen. Auf Filmbauten wurde verzichtet, die Produktionsleitung übernahm Jochen Genzow. Es wurde eine eigene italienische Fassung namens La Paura mit den gleichen Schauspielern gedreht. Die Uraufführung war am 5. November 1954 in Hamburger Kino Kurbel am Jungfernstieg, in Italien am 18. Februar 1955.

## Kritik
Das Lexikon des internationalen Films zieht folgendes Fazit: „Das nach einer – simplifizierten – Novelle von Stefan Zweig gedrehte Ehe-Melodram bedeutete einen, durch persönliche Krisen bedingten, Tiefpunkt in den Karrieren von Roberto Rossellini und Ingrid Bergman.“ Auch Die Zeit hält nicht viel von dem Streifen: „Die Uraufführung des Films […] war für alle, die auf den Schriftsteller, die Schauspielerin und den Regisseur Hoffnungen setzten, eine Enttäuschung. Rossellini […] hat in kalter Routine die nach Zweig abgewandelte Geschichte […] in gepflegtem Milieu mit den schon bei Zweig so berechneten, aber unwahren psychologischen Schlüssen ins Bild gesetzt.“